# Koninklijke Nederlandse Chemische Vereniging
De Koninklijke Nederlandse Chemische Vereniging of KNCV (Engels: Royal Netherlands Chemical Society) is de beroepsvereniging van Nederlandse scheikundigen. De vereniging geeft onder meer het maandelijks Chemisch Weekblad uit, sinds 2004 onder de titel C2W. De KNCV maakt deel uit van de European Chemical Society (EuChemS), een Europese non-profitorganisatie.
De vereniging werd op 15 april 1903 opgericht als de Algemene Nederlandsche Chemische Vereeniging, maar werd al op 4 juli van dat jaar omgedoopt in Nederlandsche Chemische Vereeniging. Bij het jubileum in 1953 is het predicaat Koninklijk toegekend.

## Prijzen

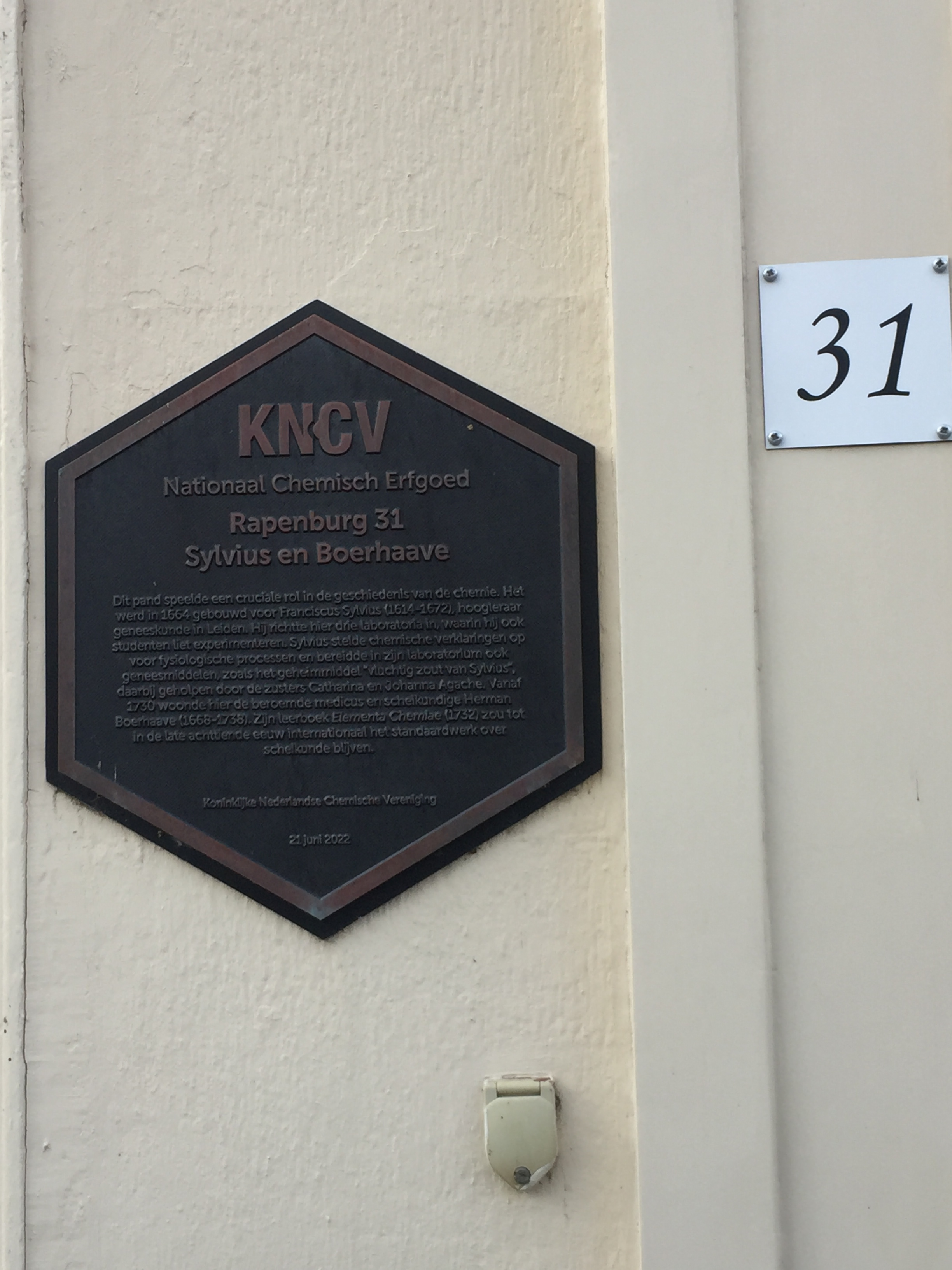
"Nationaal Chemisch Erfgoed", plaquette van KNCV, Rapenburg 31, Leiden

De KNCV reikt prijzen uit aan beroepsbeoefenaars en organisaties. De belangrijkste zijn de jaarlijkse Gouden KNCV-Medaille en de tweejaarlijkse Van Marumpenning. Prijzen voor scholieren en studenten zijn: Gouden Vlam, Gouden Spatel, Golden Master Award, Spotlight Prijs, WO-Posterprijs en Applied Science Poster/Pitch Competition. Voor docenten is er de Onderwijsprijs. Verder reiken de secties en verenigingen prijzen uit aan jong talent.
De Gouden KNCV-Medaille is de belangrijkste Nederlandse prijs voor onderzoekers die zich bijzonder hebben onderscheiden op het gebied van chemisch speurwerk in de breedste zin.
De Van Marumpenning wordt uitgereikt aan personen of non-profitorganisaties die KNCV-vakgebieden zichtbaar gemaakt hebben in de samenleving, bijvoorbeeld door communicatie rond educatie, het betrekken van mensen bij de chemie of burgerwetenschap.

## Secties en verenigingen
Diverse vakgebieden en aandachtsgebieden hebben binnen de KNCV eigen organisatiestructuren, die aangeduid worden als secties en verenigingen, waarvan de meeste eigen prijzen uitreiken. Anno 2022 zijn dit:
- Sectie Analytische Chemie (SAC) — KNCV Kolthoffprijs (tweejaarlijks) en KNCV Van Deemterprijs (jaarlijks)
- Sectie Computationele & Theoretische Chemie (CTC)
- Dutch Catalysis Society — KNCV Katalyseprijs (DCS Thesis Award, tweejaarlijks) en Netherlands Catalysis and Chemistry Award (vijfjaarlijks)
- Medicinal Chemistry & Chemical Biology — KNCV-MCCB PhD Thesis Prize
- Sectie Macromoleculen — KNCV-Prijs Polymeerchemie/-technologie (tweejaarlijks)
- Sectie Milieuchemie — KNCV-Prijs Milieuchemie (-toxicologie en -technologie) (tweejaarlijks)
- Nederlandse Biotechnologie Vereniging (NBV) — Zilveren Zandlopers
- Nederlandse Keramische Vereniging (NKV)
- Nederlandse Procestechnologen (NPT)
- Nederlandse Vereniging voor Biochemie en Moleculaire Biologie (NVBMB) — NVBMB Prijs (jaarlijks) en H.G.K. Westenbrink Prize (jaarlijks)
- Nederlandse Vereniging voor Kristalgroei (NVKG) — KNCV Piet Bennema Prijs voor Kristalgroei (driejaarlijks)
- Nederlandse Vereniging voor Kristallografie (NVK) — KNCV-Prijs voor Kristallografie (vierjaarlijks)
- Nederlandse Vereniging voor Massaspectrometrie (NVMS)
- Sectie Organische Chemie (SOC) — KNCV Backer-prijs (jaarlijks)
- Sectie Radio- en Stralenchemie (RS)
- Scheikunde Onderwijs (SSO)
- Sectie Soft Matter —  KNCV Van Arkelprijs